# Audrey (krater)
För andra betydelser, se Audrey.
Audrey är en nedslagskrater med en diameter på 15 kilometer, på planeten Venus. Audrey har fått sitt namn efter det brittiskaförnamnet Audrey.